# St. Ägidius (Wolfert)

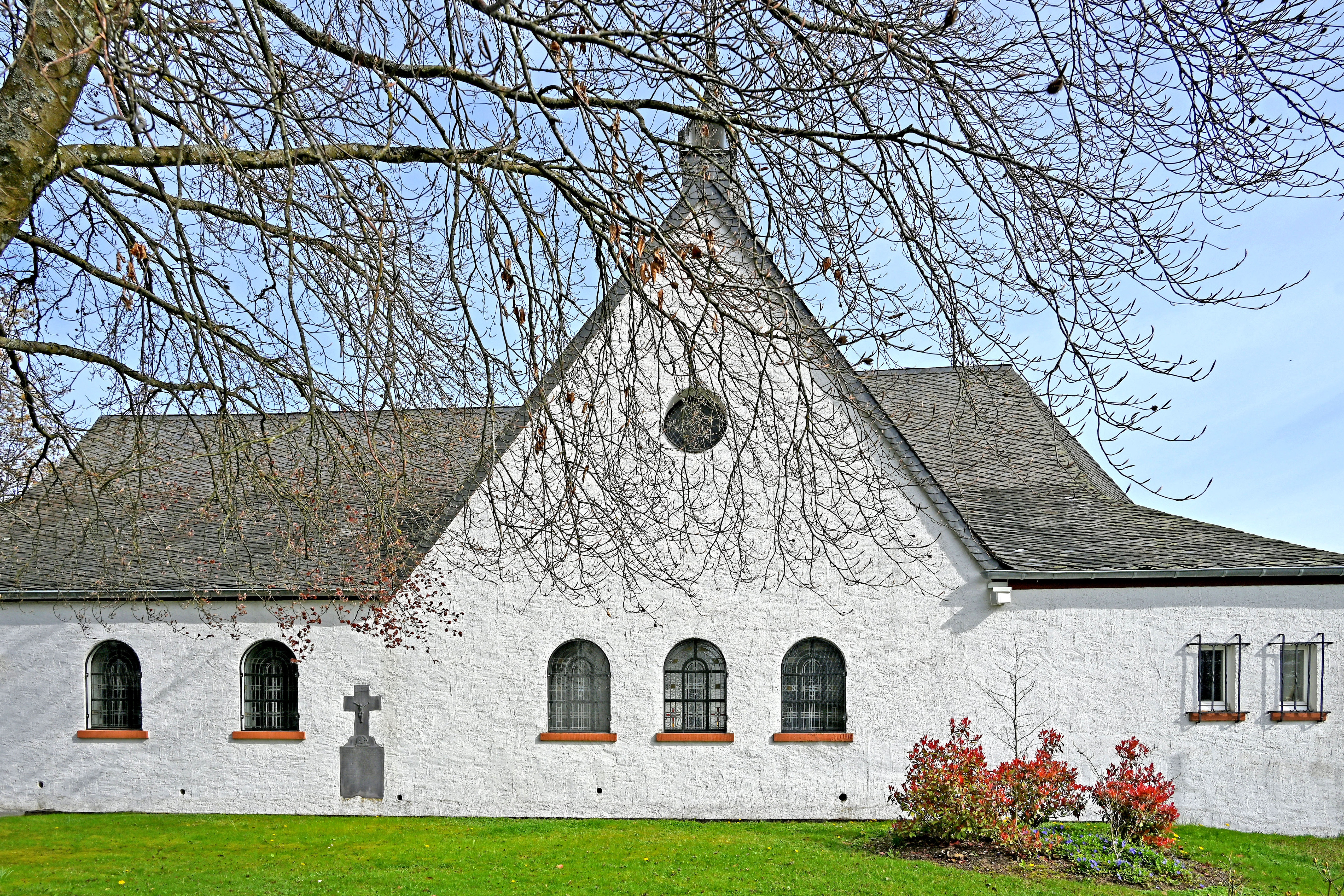
St. Ägidius (Wolfert), Südseite

St. Ägidius ist die römisch-katholische Pfarrkirche des Hellenthaler Ortsteils Wolfert im Kreis Euskirchen in Nordrhein-Westfalen.
Die Kirche ist dem heiligen Ägidius geweiht. Zur Pfarre zählen neben Wolfert die Orte Aufbereitung I, Kradenhövel, Oberdalmerscheid, Unterdalmerscheid, Rodenbusch, Wittscheid und Zehnstelle.

## Lage
Das Kirchengebäude befindet sich in der Ortsmitte zwischen dem Wolferter Weg, dem Ägidiusweg und dem Eschenweg.

## Allgemeines
Wolfert gehörte ursprünglich zur Pfarre Reifferscheid und seit 1803 zur Pfarre Rescheid. Eine erste Kapelle in Wolfert wurde 1745 errichtet. 1755 erhielt der Pfarrer von Reifferscheid die bischöfliche Erlaubnis, in der Kapelle die Heilige Messe feiern zu dürfen. Im Jahr 1938 wurde Wolfert zur Vikarie innerhalb der Pfarre Rescheid erhoben. Zur eigenständigen Pfarrei wurde Wolfert erst am 3. Dezember 1995 erhoben.

## Baugeschichte
Die heutige Pfarrkirche wurde im Jahr 1745 als Saalkirche erbaut. 1933 erfolgte eine Erweiterung um ein Querschiff sowie eine Verlängerung nach Westen hin. Die Pläne stammen aus der Hand des Schleidener Kreisbaumeisters Hermann Burisch. Anfang März 1945 wurde das Gotteshaus durch Kriegseinflüsse beschädigt. Die Reparaturarbeiten waren 1946 beendet. 1985 wurde die Kirche grundlegend renoviert.

## Baubeschreibung
St. Ägidius ist ein fünfachsiger und zweischiffiger Bau im Rundbogenstil mit Querhaus und fünfseitig geschlossenem Chor. 
Über der Vierung erhebt sich ein Dachreiter mit quadratischem Grundriss und achtseitiger Turmhaube. Hier hängen zwei Glocken, die 1768 von Willibrord Stocky (Stocké) aus Saarburg gegossen wurden.
- Die größere mit dem Schlagton d″ hat einen Durchmesser von 680 mm und wiegt 190 kg.
- Die kleinere klingt auf fis″, hat einen Durchmesser von 190 mm und wiegt 115 kg.

## Ausstattung
Von der Ausstattung sind der Marienaltar aus Sandstein von 1939 sowie der Taufstein von 1938 aus Kalkstein erwähnenswert. Die Buntglasfenster sind Werke von Walther Hugo Brenner aus dem Jahr 1948.

St. Ägidius
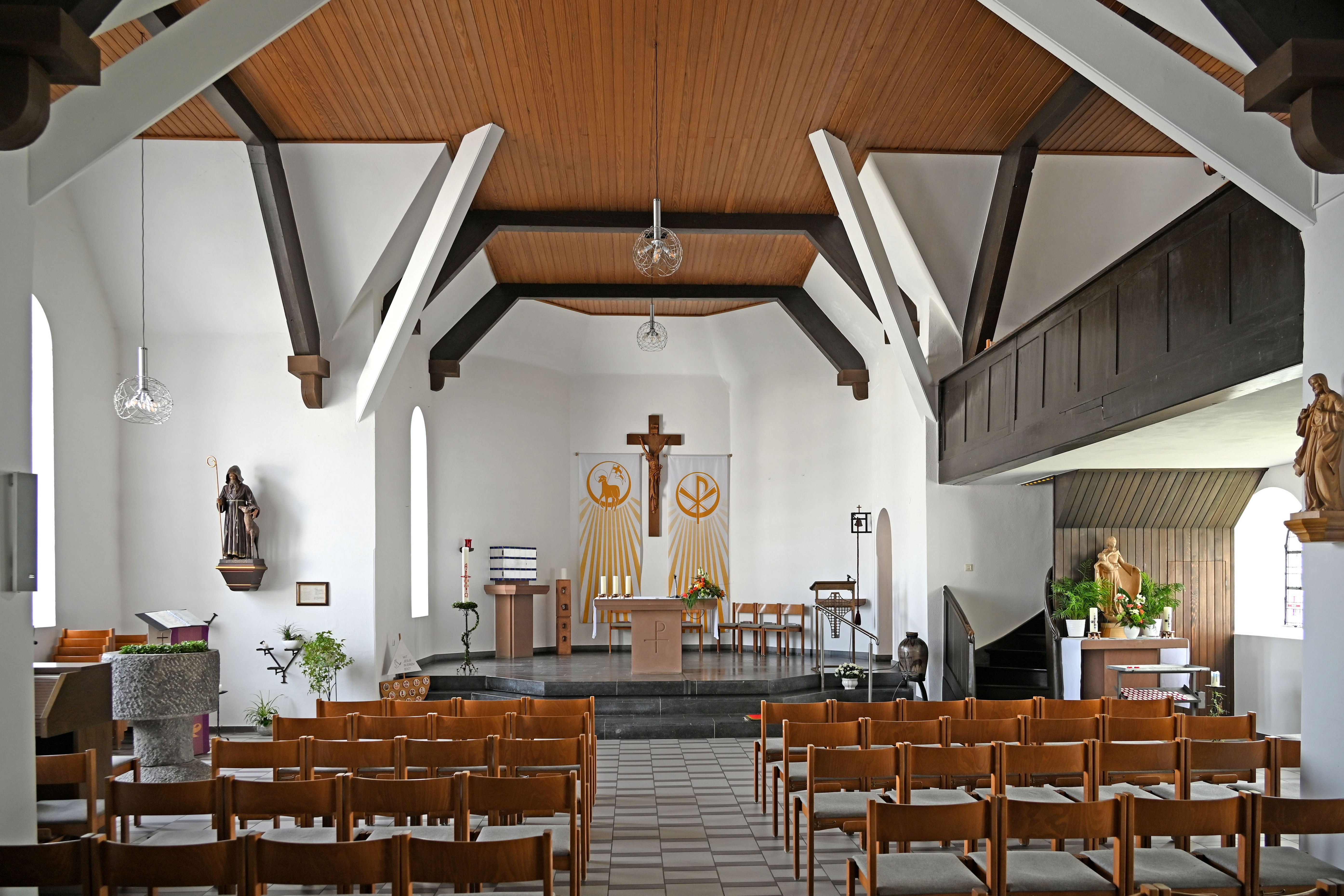
Blick zum Altar
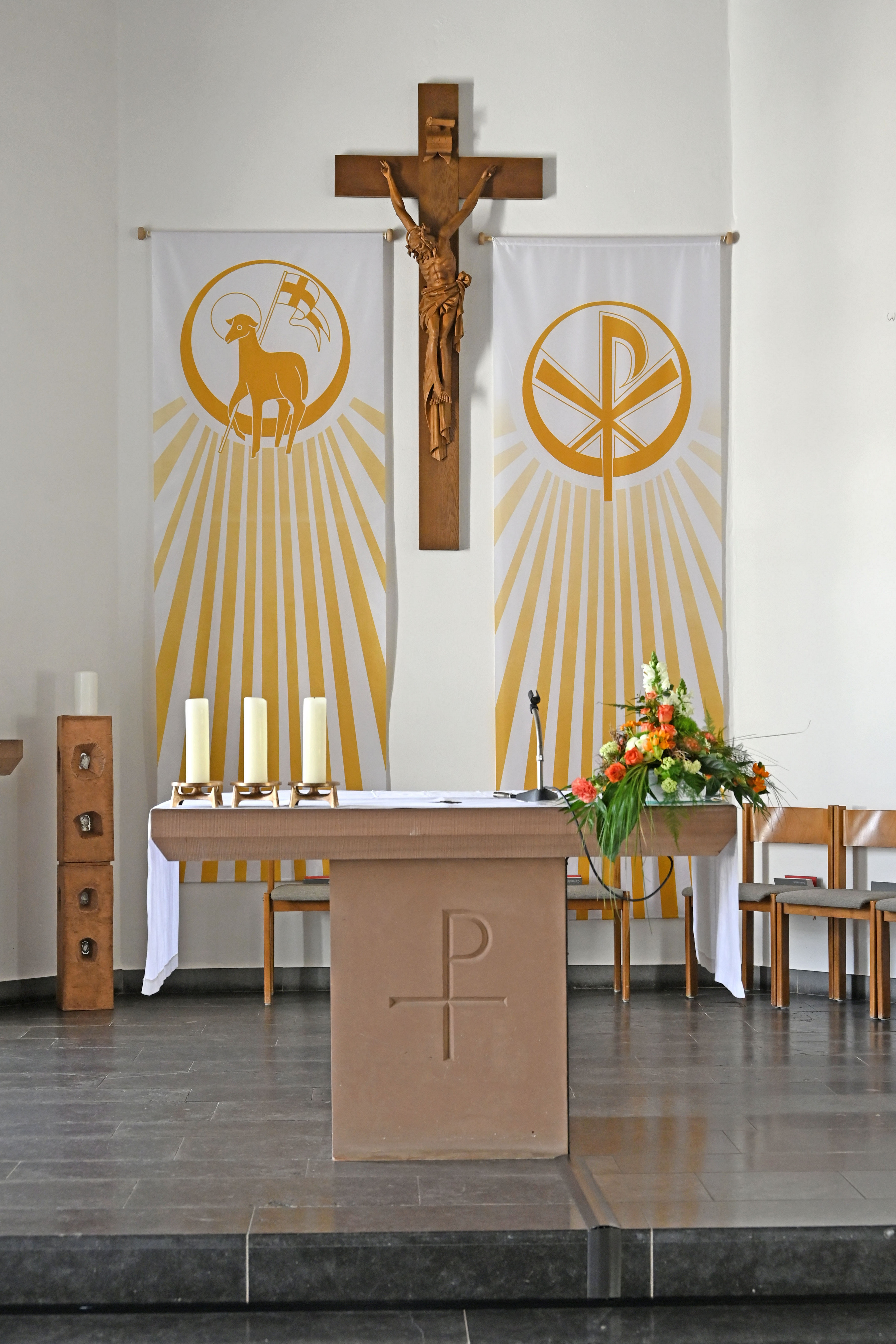
Altarraum
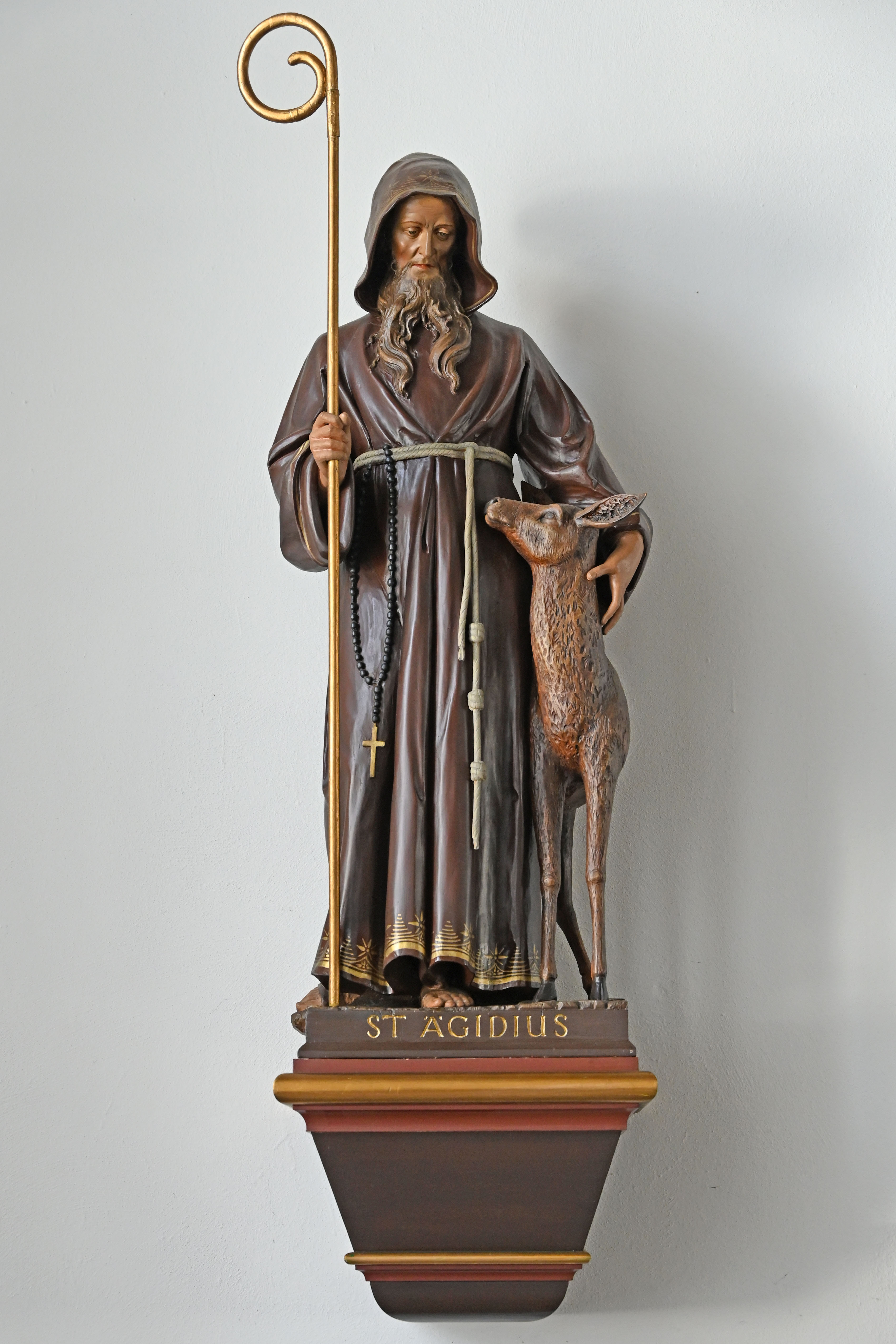
Ägidiusstatue
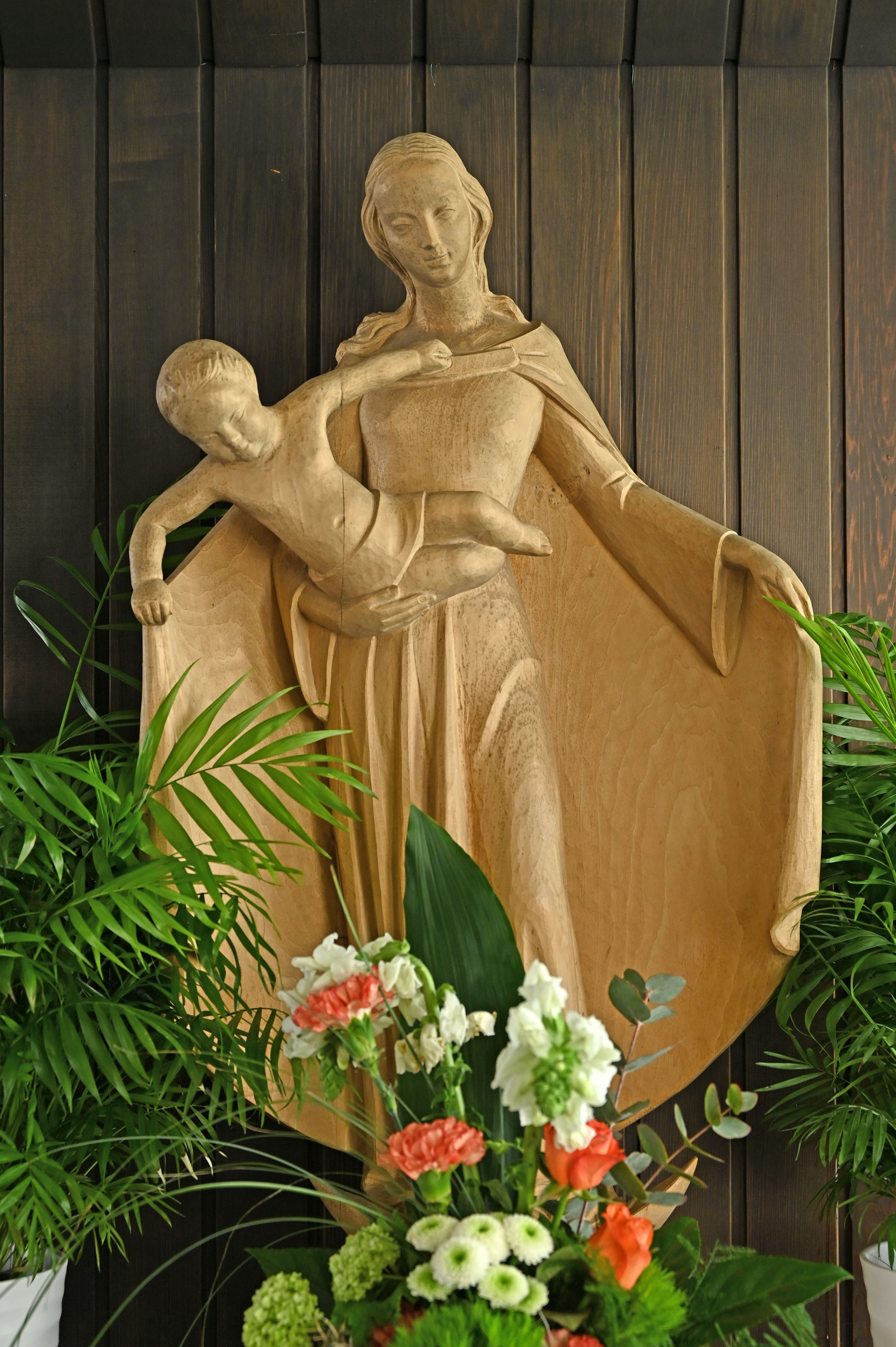
Marienstatue
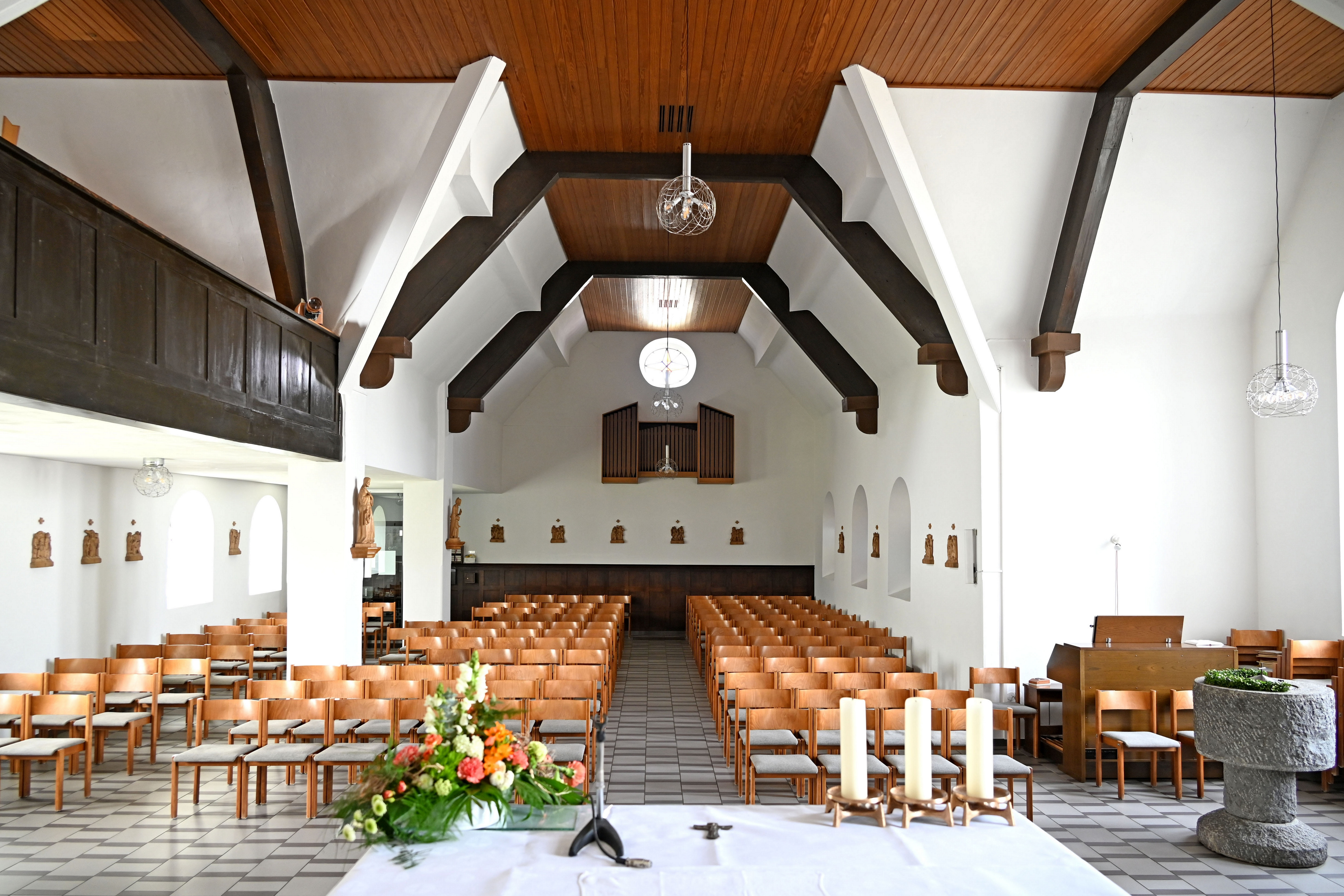
Innenraum

## Pfarrvikare und Pfarrer
Folgende Priester waren bislang Pfarrvikar bzw. Pfarrer (seit 1995) an St. Ägidius:
| von – bis | Name                               |
| --------- | ---------------------------------- |
| 1936–1953 | Paul Wirtz                         |
| 1953–1956 | Johannes Roderburg                 |
| 1956–1963 | Johannes Lula                      |
| 1964–1969 | Heinrich Blaß                      |
| 1969–1985 | P. Hermann Josef Kannengießer CSSR |
| 1985–1993 | Alois Hüring                       |
| 1993–2001 | Otto Stephan                       |
| 2001–2006 | Christoph Weber                    |
| 2006–2009 | Lothar Tillmann                    |
| 2009–2023 | Philipp Cuck                       |
| Seit 2023 | Thomas Schlütter                   |